# Клаудіо Джентіле
Клаудіо Джентіле (італ. Claudio Gentile; нар. 27 вересня 1953, Триполі) — колишній італійський футболіст, захисник. По завершенні ігрової кар'єри — футбольний тренер, наразі очолює тренерський штаб національної збірної Лівії.
Як гравець насамперед відомий виступами за клуб «Ювентус», а також національну збірну Італії.
Шестиразовий чемпіон Італії. Дворазовий володар Кубка Італії. Володар Кубка УЄФА. Володар Кубка Кубків УЄФА. У складі збірної — чемпіон світу.

## Клубна кар'єра
Вихованець футбольної школи клубу «Варезе».
У дорослому футболі дебютував 1971 року виступами за команду нижчолігового клубу «Арона», в якій провів один сезон, взявши участь у 34 матчах чемпіонату. Наступного року повернувся до «Варезе», кольори якого захищав до 1973 року.

Джентіле (ліворуч) у грі за збірну 1978 року

Своєю грою за цю команду привернув увагу представників тренерського штабу клубу «Ювентус», до складу якого приєднався 1973 року. Відіграв за «стару синьйору» наступні одинадцять сезонів своєї ігрової кар'єри. Більшість часу, проведеного у складі «Ювентуса», був основним гравцем захисту команди. За цей час шість разів виборював титул чемпіона Італії, ставав володарем Кубка Італії (двічі), володарем Кубка УЄФА, володарем Кубка Кубків УЄФА.
Протягом 1984—1987 років захищав кольори команди клубу «Фіорентина».
Завершив професійну ігрову кар'єру у клубі «П'яченца», за команду якого виступав протягом 1987—1988 років.

## Виступи за збірну
1975 року дебютував в офіційних матчах у складі національної збірної Італії. Протягом кар'єри у національній команді, яка тривала 10 років, провів у формі головної команди країни 71 матч, забивши 1 гол. У складі збірної був учасником чемпіонату світу 1978 року в Аргентині, чемпіонату Європи 1980 року в Італії, чемпіонату світу 1982 року в Іспанії, здобувши того року титул чемпіона світу.

## Кар'єра тренера
Розпочав тренерську кар'єру, повернувшись до футболу після тривалої перерви, 2000 року, очоливши тренерський штаб молодіжної збірної Італії. Очолював італійську команду на молодіжному чемпіонаті Європи 2004 року, де італійці здобули «золото». Того ж року привів команду до олімпійської «бронзи» на Літніх Олімпійських іграх в Афінах. 2006 року припинив співпрацю з італійською «молодіжкою».
18 жовтня 2011 року був призначений головним тренером національної збірної Лівії.
| Дата       | Місто           | Господарі         | Результат             | Гості          | Турнір                        | Голи | Примітки       |
| ---------- | --------------- | ----------------- | --------------------- | -------------- | ----------------------------- | ---- | -------------- |
| 19/04/1975 | Рим             | Італія            | 0 – 0                 | Польща         | Відбір до ЧЄ 1976             | -    |                |
| 05/06/1975 | Гельсінкі       | Фінляндія         | 0 – 1                 | Італія         | Відбір до ЧЄ 1976             | -    |                |
| 26/10/1975 | Варшава         | Польща            | 0 – 0                 | Італія         | Відбір до ЧЄ 1976             | -    |                |
| 22/11/1975 | Рим             | Італія            | 1 – 0                 | Нідерланди     | Відбір до ЧЄ 1976             | -    |                |
| 30/12/1975 | Флоренція       | Італія            | 3 – 2                 | Греція         | товариський матч              | -    |                |
| 17/11/1976 | Рим             | Італія            | 2 – 0                 | Англія         | Відбір до ЧС 1978             | -    |                |
| 22/12/1976 | Лісабон         | Португалія        | 2 – 1                 | Італія         | товариський матч              | -    |                |
| 08/06/1977 | Гельсінкі       | Фінляндія         | 0 – 3                 | Італія         | Відбір до ЧС 1978             | 1    |                |
| 08/10/1977 | Західний Берлін | ФРН               | 2 – 1                 | Італія         | товариський матч              | -    |                |
| 15/10/1977 | Турин           | Італія            | 6 – 1                 | Фінляндія      | Відбір до ЧС 1978             | -    |                |
| 16/11/1977 | Лондон          | Англія            | 2 – 0                 | Італія         | Відбір до ЧС 1978             | -    |                |
| 03/12/1977 | Рим             | Італія            | 3 – 0                 | Люксембург     | Відбір до ЧС 1978             | -    |                |
| 21/12/1977 | Льєж            | Бельгія           | 0 – 1                 | Італія         | товариський матч              | -    |                |
| 25/01/1978 | Мадрид          | Іспанія           | 2 – 1                 | Італія         | товариський матч              | -    |                |
| 08/02/1978 | Неаполь         | Італія            | 2 – 2                 | Франція        | товариський матч              | -    |                |
| 08/05/1978 | Рим             | Італія            | 0 – 0                 | Югославія      | товариський матч              | -    |                |
| 02/06/1978 | Мар-дель-Плата  | Італія            | 2 – 1                 | Франція        | ЧС 1978 - 1-й етап            | -    |                |
| 06/06/1978 | Мар-дель-Плата  | Італія            | 3 – 1                 | Угорщина       | ЧС 1978 - 1-й етап            | -    |                |
| 10/06/1978 | Буенос-Айрес    | Італія            | 1 – 0                 | Аргентина      | ЧС 1978 - 1-й етап            | -    |                |
| 14/06/1978 | Буенос-Айрес    | ФРН               | 0 – 0                 | Італія         | ЧС 1978 - 2-й етап            | -    |                |
| 18/06/1978 | Буенос-Айрес    | Італія            | 1 – 0                 | Австрія        | ЧС 1978 - 2-й етап            | -    |                |
| 21/06/1978 | Буенос-Айрес    | Нідерланди        | 2 – 1                 | Італія         | ЧС 1978 - 2-й етап            | -    |                |
| 24/06/1978 | Буенос-Айрес    | Бразилія          | 2 – 1                 | Італія         | ЧС 1978 - матч за 3 місце     | -    | 4-те місце     |
| 20/09/1978 | Турин           | Італія            | 1 – 0                 | Болгарія       | товариський матч              | -    |                |
| 23/09/1978 | Флоренція       | Італія            | 1 – 0                 | Туреччина      | товариський матч              | -    |                |
| 08/11/1978 | Братислава      | Чехословаччина    | 3 – 0                 | Італія         | товариський матч              | -    |                |
| 21/12/1978 | Рим             | Італія            | 1 – 0                 | Іспанія        | товариський матч              | -    |                |
| 24/02/1979 | Мілан           | Італія            | 3 – 0                 | Нідерланди     | товариський матч              | -    |                |
| 26/05/1979 | Рим             | Італія            | 2 – 2                 | Аргентина      | товариський матч              | -    |                |
| 13/06/1979 | Загреб          | Югославія         | 4 – 1                 | Італія         | товариський матч              | -    |                |
| 26/09/1979 | Флоренція       | Італія            | 1 – 0                 | Швеція         | товариський матч              | -    |                |
| 17/11/1979 | Удіне           | Італія            | 2 – 0                 | Швейцарія      | товариський матч              | -    |                |
| 16/02/1980 | Неаполь         | Італія            | 2 – 1                 | Румунія        | товариський матч              | -    |                |
| 15/03/1980 | Мілан           | Італія            | 1 – 0                 | Уругвай        | товариський матч              | -    |                |
| 19/04/1980 | Турин           | Італія            | 2 – 2                 | Польща         | товариський матч              | -    |                |
| 12/06/1980 | Мілан           | Італія            | 0 – 0                 | Іспанія        | ЧЄ 1980 - 1-й етап            | -    |                |
| 15/06/1980 | Турин           | Італія            | 1 – 0                 | Англія         | ЧЄ 1980 - 1-й етап            | -    |                |
| 18/06/1980 | Рим             | Італія            | 0 – 0                 | Бельгія        | ЧЄ 1980 - 1-й етап            | -    |                |
| 21/06/1980 | Неаполь         | Чехословаччина    | 1 – 1 д.ч. (9-8 п.п.) | Італія         | ЧЄ 1980 - матч за 3 місце     | -    | 4-те місце     |
| 24/09/1980 | Генуя           | Італія            | 3 – 1                 | Португалія     | товариський матч              | -    |                |
| 11/10/1980 | Люксембург      | Люксембург        | 0 – 2                 | Італія         | Відбір до ЧС                  | -    |                |
| 01/11/1980 | Рим             | Італія            | 2 – 0                 | Данія          | Відбір до ЧС 1982             | -    |                |
| 15/11/1980 | Турин           | Італія            | 2 – 0                 | Югославія      | Відбір до ЧС 1982             | -    |                |
| 06/12/1980 | Афіни           | Греція            | 0 – 2                 | Італія         | Відбір до ЧС 1982             | -    |                |
| 03/01/1981 | Монтевідео      | Уругвай           | 2 – 0                 | Італія         | Золотий кубок чемпіонів світу | -    |                |
| 06/01/1981 | Монтевідео      | Нідерланди        | 1 – 1                 | Італія         | Золотий кубок чемпіонів світу | -    |                |
| 25/02/1981 | Рим             | Італія            | 0 – 3                 | Європа         | товариський матч              | -    |                |
| 19/04/1981 | Удіне           | Італія            | 0 – 0                 | НДР            | товариський матч              | -    |                |
| 03/06/1981 | Копенгаген      | Данія             | 3 – 1                 | Італія         | Відбір до ЧС 1982             | -    |                |
| 23/09/1981 | Болонья         | Італія            | 3 – 2                 | Болгарія       | товариський матч              | -    |                |
| 17/10/1981 | Белград         | Югославія         | 1 – 1                 | Італія         | Відбір до ЧС 1982             | -    |                |
| 14/11/1981 | Турин           | Італія            | 1 – 1                 | Греція         | Відбір до ЧС 1982             | -    |                |
| 05/12/1981 | Неаполь         | Італія            | 1 – 0                 | Люксембург     | Відбір до ЧЄ 1984             | -    |                |
| 23/02/1982 | Париж           | Франція           | 2 – 0                 | Італія         | товариський матч              | -    |                |
| 14/04/1982 | Лейпциг         | НДР               | 1 – 0                 | Італія         | товариський матч              | -    |                |
| 28/05/1982 | Женева          | Швейцарія         | 1 – 1                 | Італія         | товариський матч              | -    |                |
| 14/06/1982 | Віґо            | Італія            | 0 – 0                 | Польща         | ЧС 1982 - 1-й етап            | -    |                |
| 18/06/1982 | Віґо            | Італія            | 1 – 1                 | Перу           | ЧС 1982 - 1-й етап            | -    |                |
| 23/06/1982 | Віґо            | Італія            | 1 – 1                 | Камерун        | ЧС 1982 - 1-й етап            | -    |                |
| 29/06/1982 | Барселона       | Італія            | 2 – 1                 | Аргентина      | ЧС 1982 - 2-й етап            | -    |                |
| 05/07/1982 | Барселона       | Італія            | 3 – 2                 | Бразилія       | ЧС 1982 - 2-й етап            | -    |                |
| 11/07/1982 | Мадрид          | Італія            | 3 – 1                 | ФРН            | ЧС 1982 - Фінал               | -    | Чемпіони світу |
| 27/10/1982 | Рим             | Італія            | 0 – 1                 | Швейцарія      | товариський матч              | -    |                |
| 13/11/1982 | Мілан           | Італія            | 2 – 2                 | Чехословаччина | Відбір до ЧЄ 1984             | -    |                |
| 04/12/1982 | Флоренція       | Італія            | 0 – 0                 | Румунія        | Відбір до ЧЄ 1984             | -    |                |
| 12/02/1983 | Лімасол         | Кіпр              | 1 – 1                 | Італія         | Відбір до ЧЄ 1984             | -    |                |
| 16/04/1983 | Бухарест        | Румунія           | 1 – 0                 | Італія         | Відбір до ЧЄ 1984             | -    |                |
| 29/05/1983 | Гетеборг        | Швеція            | 2 – 0                 | Італія         | Відбір до ЧЄ 1984             | -    |                |
| 07/04/1984 | Верона          | Італія            | 1 – 1                 | Чехословаччина | товариський матч              | -    |                |
| 22/05/1984 | Цюрих           | ФРН               | 1 – 0                 | Італія         | товариський матч              | -    |                |
| 26/05/1984 | Торонто         | Канада            | 0 – 2                 | Італія         | товариський матч              | -    |                |
| Усього     |                 | Матчів (17 місце) | 71                    |                | Голів                         | 1    |                |

## Титули і досягнення

### Як гравця
- Чемпіон Італії (6):

«Ювентус»: 1974–75, 1976–77, 1977–78, 1980–81, 1981–82, 1983–84
- Володар Кубка Італії (2):

«Ювентус»: 1978–79, 1982–83
- Володар Кубка УЄФА (1):

«Ювентус»: 1976–77
- Володар Кубка Кубків УЄФА (1):

«Ювентус»: 1983–84
- Чемпіон світу (1):

1982

### Як тренера
- Чемпіон Європи (U-21): 2004
- Бронзовий призер Літніх Олімпійських ігор: 2004